# Bigfoot (snöskoter)
Bigfoot var en svensk snöskoter som tillverkades av Snow Mobile Konsult AB. Företaget skapades av den tidigare utvecklingschefen för Ockelbo Industri AB, Stig Eriksson, efter att fabriken i Ockelbo lades ner.

## Historik
Snöskotern började tillverkas 1991 i en liten del av den gamla fabriken som Ockelbo snöskoter tidigare hade byggts i. Maskinen var en dubbelbandare (två drivmattor i bredd) med en 2-cylindrig vätskekyld tvåtaktsmotor från Cuyuna. Volymen var 428 cm³ och effekten låg på 45 hk. Måtten på drivbanden var 45 x 382 cm. Motorn fanns också  som fläktkyld med samma cylindervolym fast med 37 hk. Variatorerna var av märket Comet. Skidfjädringen sköttes av ett spindelben med inbyggd stötdämpare (McPhersontyp). Skotern kom med en patenterad draganordning som med hjälp av torsionselement fördelar dragkraften effektivare till drivbanden. Dragförmågan ansågs på den tiden vara i särklass enligt test av Svensk Maskinprovning. Dubbelbandare förknippas ofta med dålig styrförmåga, men det ville man ändra på. Skotern utrustades med ett system som automatiskt förskjuter tyngdpunkten till det yttre bandet vid kurvtagning, så ytterbandet får mer grepp, och på så sätt styr skotern bättre. Det var en mycket stor skoter med en tjänstevikt på runt 400 kg.
Boggierna som satt på skotern var väldigt lik de som användes på de sista Ockelbo-modellerna där man använder sig av stötdämpare och boggieskenor. Men istället för plast-slides sitter det hjul hela vägen på skenorna.
Skotern var ämnad för arbete och i första hand gjord för skogsbrukare, kraftbolag, myndigheter, turistanläggningar, skoterklubbar och i allmänhet för folk som behövde en rejäl snöskoter med stort lastutrymme, bra framkomlighet och stor dragförmåga.
Några få exemplar av skotern utrustades med en svensk vätskekyld fyrtakts V2-motor från Folan på 950 kubik.
Bigfoot tillverkades i ungefär 40 exemplar under några år tills märket slutligen fick läggas ner på grund av ekonomiska skäl. Maskinen blev aldrig den succé man hoppats på. Idag är de unika samlarexemplar som är mycket svåröverkomliga. Med dess unika konstruktionslösningar är det en intressant maskin och ett stycke svensk ingenjörkonst.